# Daniel Mariga
Daniel Mariga  fue un escultor de Zimbabue conocido por sus tallas en piedra, nacido el año 1976 y fallecido en agosto de 2006.

## Datos biográficos
El tercer hijo de Joram Mariga, Daniel Mariga comenzó a esculpir cuando aún estaba en la escuela. Comenzó ayudando a su padre haciendo los acabados de las obras. Fue entrenado en el arte de los pueblos Shona, que influyó en su estilo. Comenzó a esculpir a tiempo completo después de terminar la escuela, y en 1995 se presentó con otros miembros de su familia en el Parque de Escultura Chapungu,  donde ingresó como artista en residencia en 1998. En 1999 comenzó a exponer en Europa, viajar a los Países Bajos, Bélgica y Suecia. Su carrera se vio truncada al fallecer tempranamente en agosto de 2006.